# IC 5021
IC 5021 је спирална галаксија у сазвјежђу Индијанац која се налази на листи објеката дубоког неба у Индекс каталогу.
Деклинација објекта је - 54° 31' 17" а ректасцензија 20h 33m 34,3s. Привидна величина (магнитуда) објекта IC 5021 износи 14,0 а фотографска магнитуда 15,0. IC 5021 је још познат и под ознакама ESO 186-61, AM 2029-544, PGC 64960.